# Sótia Tsótou
Sótia Tsótou (grec moderne : Σώτια Τσώτου ;  Livadiá, 14 mai 1942 – Athènes, 10 décembre 2011) est une journaliste et parolière grecque.

## Biographie
Née Sótia Kranióti en 1942 à Livadiá, elle est la fille de Yórgos Kraniótis, combattant de l’ELAS fusillé devant sa maison par les Allemands en septembre 1943. Iríni, la mère de Sótia, disparaît jusqu’en 1950, lorsqu’elle est hospitalisée.
Dans ces circonstances, la petite Sótia quitte Livadiá et est emmenée à Athènes, où elle est adoptée par Charálambos et Déspina Tsótou, une famille bourgeoise aisée. Sótia fait ses études à l’école primaire « Marsélou », au 1er Lycée d’Athènes (à Pláka), puis à l’école gréco-française des religieuses de Saint-Joseph (rue Charílaos Trikoúpis).
Dès l'âge de 18 ans, elle travaille comme journaliste, parallèlement à ses études à l'Université Panteion et aux écoles d'art dramatique de Pélos Katsélis et Kostís Michailídis. En 1967, au moment du coup d’Etat du 21 avril, Sótia Tsótou travaille au journal « Elefthería » qui est fermé par la dictature des colonels. Emprisonnée à plusieurs reprises les années suivantes, elle écrit à ce moment des chansons qui sont restées célèbres, comme Na ’tane to 21 (Να ’τανε το ’21) ou Vre de variése, adelfé (Βρε δε βαριέσαι, αδελφέ).
Sótia Tsótou meurt d'un cancer, à Athènes le 10 décembre 2011. Elle avait 69 ans.

## Œuvre
Sótia Tsótou collabore avec Kóstas Chatzís, qui compose la musique de la plupart de ses chansons de la fin des années 1960.
Avec Stávros Kouyioumtzís, elle crée la chanson Na ‘tane to 21 (Να 'τανε το '21), qui a lancé la carrière de Georges Dalaras et réalisé un score de vente inhabituel dans un marché restreint comme la Grèce. Elle écrit également des textes pour Yánnis Kalatzís.
Elle collabore aussi avec Dóros Georgiádis (el), qui compose la musique de plusieurs grands succès des années 1970. Elle participe au festival de la chanson de Thessalonique (1972) et au concours Eurovision (1979).

## Collaborations
Sótia Tsótou a travaillé avec la plupart des chanteurs et musiciens grecs de la fin du XXe siècle : Háris Alexíou, Georges Dalaras, Kóstas Chatzís, Yánnis Kalatzís, Apóstolos Kaldáras, Chrístos Nikolópoulos, Marinella, Dimítris Mitropános, Yánnis Pários (en), Mímis Pléssas, Ánna Víssi, Yánnis Spanós, etc.

## Chansons célèbres
- 1968 : Den variesai aderfe (Δεν βαριέσαι αδερφέ), musique : Kóstas Chatzís, paroles : Sótia Tsótou
- 1970 : Na ‘tane to ’21 (Να 'τανε το '21), musique : Stávros Kouyioumtzís, paroles : Sótia Tsótou, créée par Georges Dalaras